# Bruno Tamme
Bruno Tamme (* 1. Oktober 1883 in Gotha; † 20. November 1964 ebenda) war ein deutscher Architekt. 

## Leben
Tamme war der Sohn eines Tischlers und lernte den Beruf eines Zimmerers. Von 1899 bis 1903 wurde er an der Gothaer Bauschule ausgebildet und anschließend an der Gewerblichen Fachschule Köln. Ab 1913 arbeitete er freiberuflich als Architekt in Gotha. Er plante in Gotha verschiedene Wohn- und Geschäftshäuser. Bei einem Bombenangriff verlor er 1944 seinen gesamten Besitz. Nach 1945 beteiligte Tamme sich am Aufbau des Kulturbundes der DDR in Gotha und war Mitgründer des Klubs der Kulturschaffenden in Gotha.

## Bauten

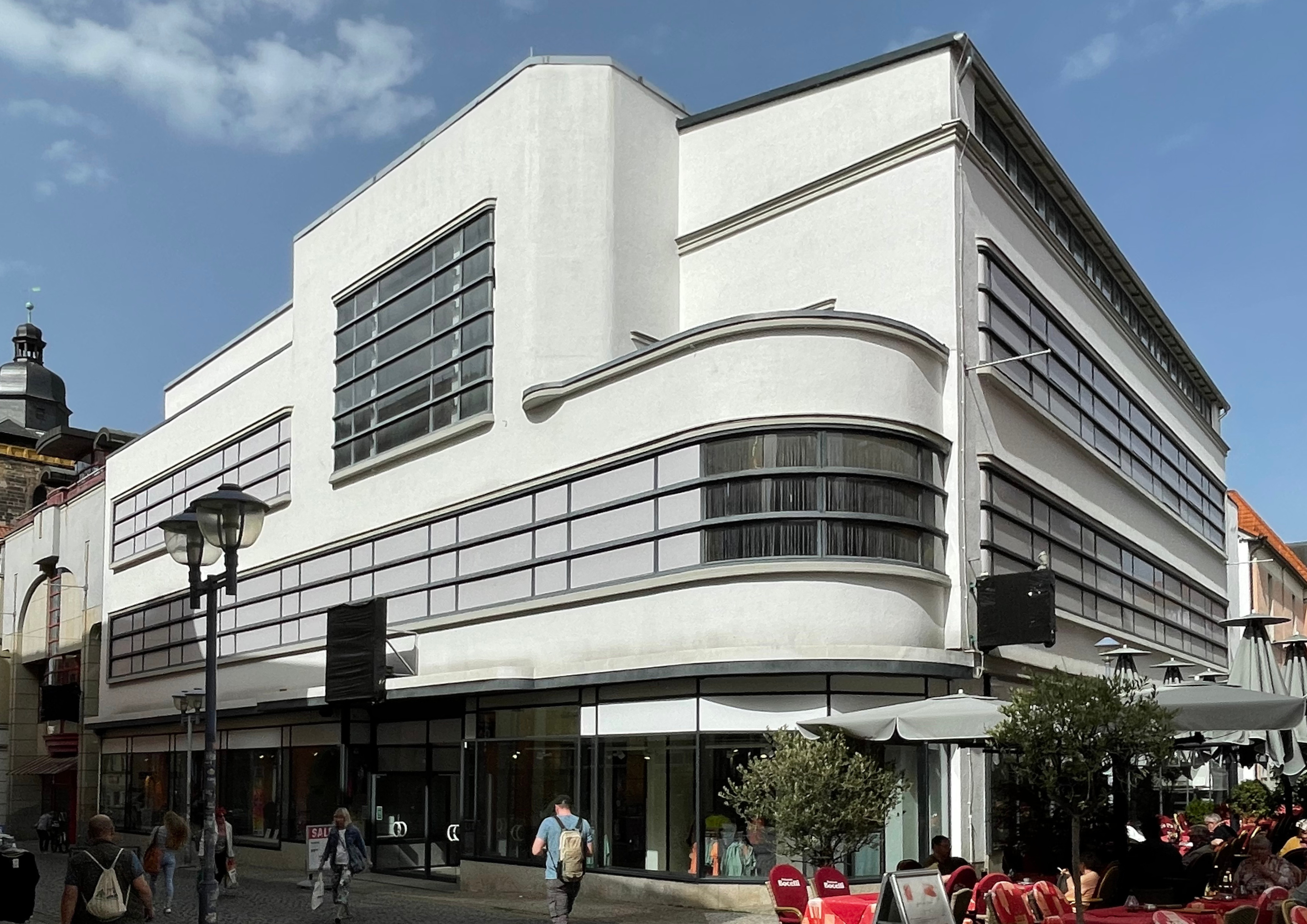
Ehemaliges Kaufhaus M. Conitzer & Söhne in Gotha

- 1919: Landesobstbaumschule in Gotha-Töpfleben
- 1927–1928: Gartenstadtsiedlung „Am schmalen Rain“ in Gotha (mit Richard Neuland)
- 1927: Kino „Capitol“ in Gotha, Pfortenstraße 12
- 1928: Kaufhaus M. Conitzer & Söhne in Gotha, Erfurter Straße 5–7 (unter Denkmalschutz)
- 1928: Umbau und Aufstockung des Volkshauses zum Mohren in Gotha (2007 abgebrochen)
- 1932: Rennbahn-Restaurant in Gotha, Am Boxberg
- 1935: Gaststätte in Gotha, Am Lindenhügel